# Rorea aucklandensis
Rorea aucklandensis is een spinnensoort uit de familie Desidae. De soort komt voor in Aucklandeilanden.